# Клиторомегалия
Клиторомега́лия, или макрокли́тор, — патологическое стабильное увеличение наружной части клитора (не следует путать с вре́менным физиологическим увеличением клитора во время полового возбуждения — эрекцией клитора).
Патологию в относительно больших размерах клитора находят в сравнении с его значительно меньшими размерами у большинства женщин, и его стойкое увеличение связывают с превышением нормального для женщин уровня мужских половых гормонов в силу врожденных особенностей развития организма или как следствие приема препаратов мужских половых гормонов женщинами без врожденных аномалий — 1. побочное действие при приеме таких гормонов с целью набора мышечной массы при занятиях силовыми видами спорта или 2. прямое при ГРТ (смены гормонального фона на мужской).
В процессе половой дифференциации эмбриона человека половой бугорок у плода с мужским набором половых хромосом под влиянием мужских гормонов значительно увеличивается и превращается в мужской половой член размерами в несколько сантиметров и с мочеиспускательным каналом внутри, а у девочек в норме значительного увеличения не происходит и бугорок образует головку и тело клитора размерами часто не больше одного сантиметра, а женский мочеиспускательный канал проходит отдельно, ниже клитора. В случае нарушения синтеза гормонов или сбоя в работе их рецепторов могут появляться особенности развития репродуктивной системы с отклонениями в сторону интерсекс-вариаций. У мальчиков может наблюдаться микропенис — необычно маленькие размеры полового члена, а у девочек — наоборот — клиторомегалия, и в некоторых, особенно выраженных, случаях могут возникать затруднения с определением пола и дальнейшей половой идентификацией человека. Микропенис может оказаться неспособен к выполнению задачи доставки мужских половых клеток во влагалище женщины к месту оплодотворения и тем самым к осуществлению репродуктивной функции, тогда как клитор обычно не имеет пенетративной задачи. При интерсексности может наблюдаться гипоспадия разной степени — нахождение наружного отверстия уретры в промежуточной стадии: на уздечке головки, на нижней стороне пениса, у его основания и вплоть до дальней точки шва мошонки. Любая стадия, кроме первой из перечисленных, вызывает затруднения с оплодотворением.
Хотя клиторомегалия означает лишь превышение нормального размера клитора (тем самым вызывая сомнения относительно того, какие границы считать нормой), обычно она рассматривается как порок развития.
В Атласе половой анатомии человека (1949) американского гинеколога и сексолога Роберта Лату Дикинсона указывается, что нормальные поперечные размеры наружной части клитора составляют 3-4 мм, нормальная длина — 4-5 мм. С другой стороны, в медицинской литературе по акушерству и гинекологии клиторомегалия часто определяется как увеличение наружной части клитора более 35 мм², что превышает средние размеры почти вдвое.

## Внешние проявления
В наиболее явных случаях, когда большой клитор напоминает половой член, клиторомегалия является признаком интерсекс-вариации. Шкала Прадера различает пять степеней маскулинизации, от первой (женские наружные половые органы — половая щель с преддверием влагалища, в котором присутствуют вход во влагалище и наружное отверстие мочеиспускательного канала, обычное строение малых и больших половых губ, но клитор увеличен) до пятой (псевдопенис, выглядящий как нормальный мужской половой член).

## Причины
Клиторомегалия — редкая патология, которая может проявляться с рождения или развиться позже. Врождённая клиторомегалия может быть обусловлена врождённой гиперплазией коры надпочечников, при которой надпочечники плода продуцируют избыточные андрогены. Также причиной врождённой клиторомегалии может являться аутосомно-рецессивная наследственная патология — синдром Фрейзера.
Приобретённый макроклитор обусловлен гормональным дисбалансом в организме взрослой женщины, в том числе связанным с синдромом поликистозных яичников, гипертекозом, арренобластомой и др. Причиной клиторомегалии может быть киста клитора. Помимо этого, в некоторых случаях клиторомегалия развивается без явной органической или эндокринной патологии.
Клиторомегалия может развиваться на фоне приёма анаболических стероидов, включая тестостерон. Такие изменения, например, возникают у трансгендерных мужчин после периода гормональной заместительной терапии. Подобно трансгендерным мужчинам, у женщин-бодибилдеров, применяющих анаболические стероиды, также развивается клиторомегалия и повышение либидо. Женщины, применяющие тестостерон в терапевтических целях (лечение сниженного либидо, профилактика остеопороза и т. д.), также могут отмечать увеличение клитора, хотя терапевтические дозировки значительно ниже.

## Отношение к клиторомегалии и ее медицинской коррекции
Врожденная клиторомегалия может быть одним из признаков наличия интерсекс-вариации — нарушения привычной дифференциации эмбриона по мужскому или женскому типу. При таких нарушениях наружные и/или внутренние половые органы не полностью соответствуют мужскому или женскому типу строения, а с наступлением половой зрелости и типу функционирования. Эти нарушения могут иметь различную степень влияния на качество жизни человека: от тяжелых прогрессирующих последствий солетеряющих форм врожденной гиперплазии коры надпочечников (ВГКН) до бесплодия в репродуктивном возрасте по анатомическим и гормональным причинам. ВГКН у девочек в Москве встречается у 1-2 девочек на 11-13 тысяч родов. Анатомо-физиологические нарушения корригируются хирургическим путем и комплексной терапией, основанной на коррекции уровня половых гормонов.
У детей раннего возраста с хромосомным и гонадным набором, характерным для женского пола, но вирилизованными наружными половыми органами врачи рекомендуют двухэтапную феминизирующую хирургическую пластику, на первом этапе которой выполняется рассечение урогенитального синуса, удаление кавернозных тел клитора, имеющих размер, характерный для пениса, с сохранением головки клитора на сосудисто-нервном пучке; такие операции относят к высокотехнологичным.
В предшествующие полвека были разработаны и применялись различные хирургические способы коррекции вирилизации. Некоторые включали полное или практически полное удаление увеличенного клитора (клиторидэктомию), что потом во взрослом возрасте лишало пациента возможности получения удовольствия от интимной близости. Другие операции по коррекции пола в младенческом возрасте могли также приводить к образованию рубцовой ткани, нарушающей нормальное функционирование организма, и к другим осложнениям. Некоторые взрослые бывшие пациенты жаловались и на несоответствие искусственно сформированных половых органов своему внутреннему ощущению своей половой принадлежности и выступают за запрет хирургических косметических операций на гениталиях без информированного согласия пациента (или его законных представителей); некоторые из них отстаивают право на отказ от самоидентификации с мужским или женским полом.